# Étreux
Étreux es una comuna francesa situada en el departamento de Aisne, de la región de Alta Francia.

## Géografía
Étreux está situada a 10 km al norte de Guise.

## Demografía
| 1 489 | 1 588 | 1 655 | 1 839 | 1 754 | 1 670 | 1 642 | 1 482 | 1 457 |
| Para los censos de 1962 a 1999 la población legal corresponde a la población sin duplicidades (Fuente: INSEE [Consultar]) |       |       |       |       |       |       |       |       |